# 鬼艷鍬形蟲
，屬於鞘翅目鍬形蟲科豔鍬形蟲屬，日夜出沒，分布於海拔300~1800公尺，是一種台灣低海拔地區的常見昆蟲。具趨光性。鞘翅具有豔鍬形蟲屬光滑且閃閃發亮的共同特徵。
雄性成蟲的型態大致分為三種:長、中和短牙型。當兩隻雄性成蟲互相遭遇後，雙方不會馬上進行戰鬥，而是用觸角互相確認對方的體型。自知身形處於劣勢的一方會不戰而降，避免掉不必要的戰鬥傷害。

## 亞種
- Odontolabis siva parryi（Boileau, 1905）

台灣中、低海拔、蘭嶼，公成蟲體長約45—93（1.8—3.7英寸），母成蟲體長則約40—60（1.6—2.4英寸），與台灣扁鍬形蟲同屬台灣常見大型鍬形蟲。和外型類似的大圓翅鍬形蟲（學名：Neolucanus maximus vendli, Dudich 1923）區別方式，觀察公成蟲複眼後方的三角突起是否存在。

## 專刊

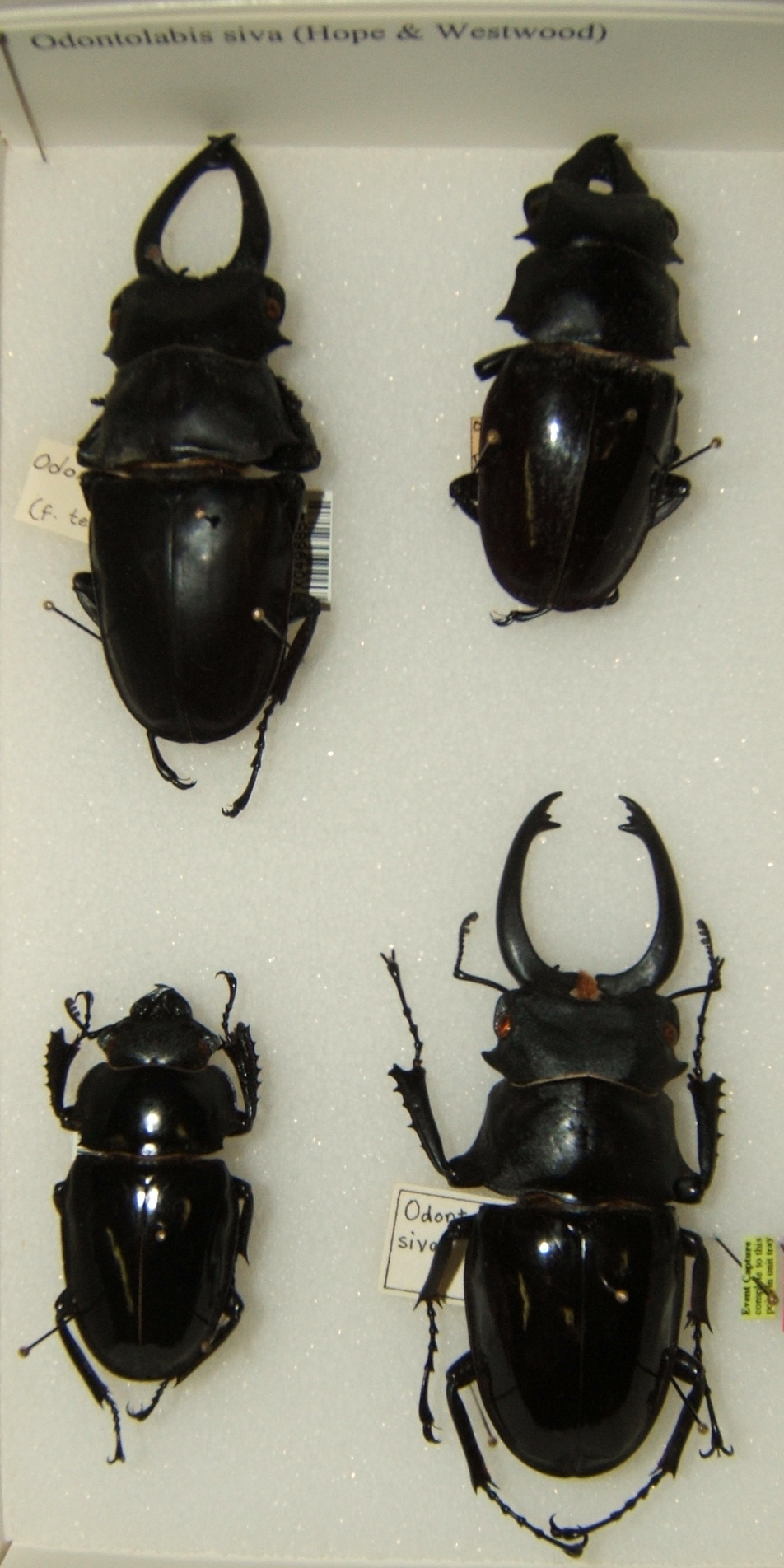
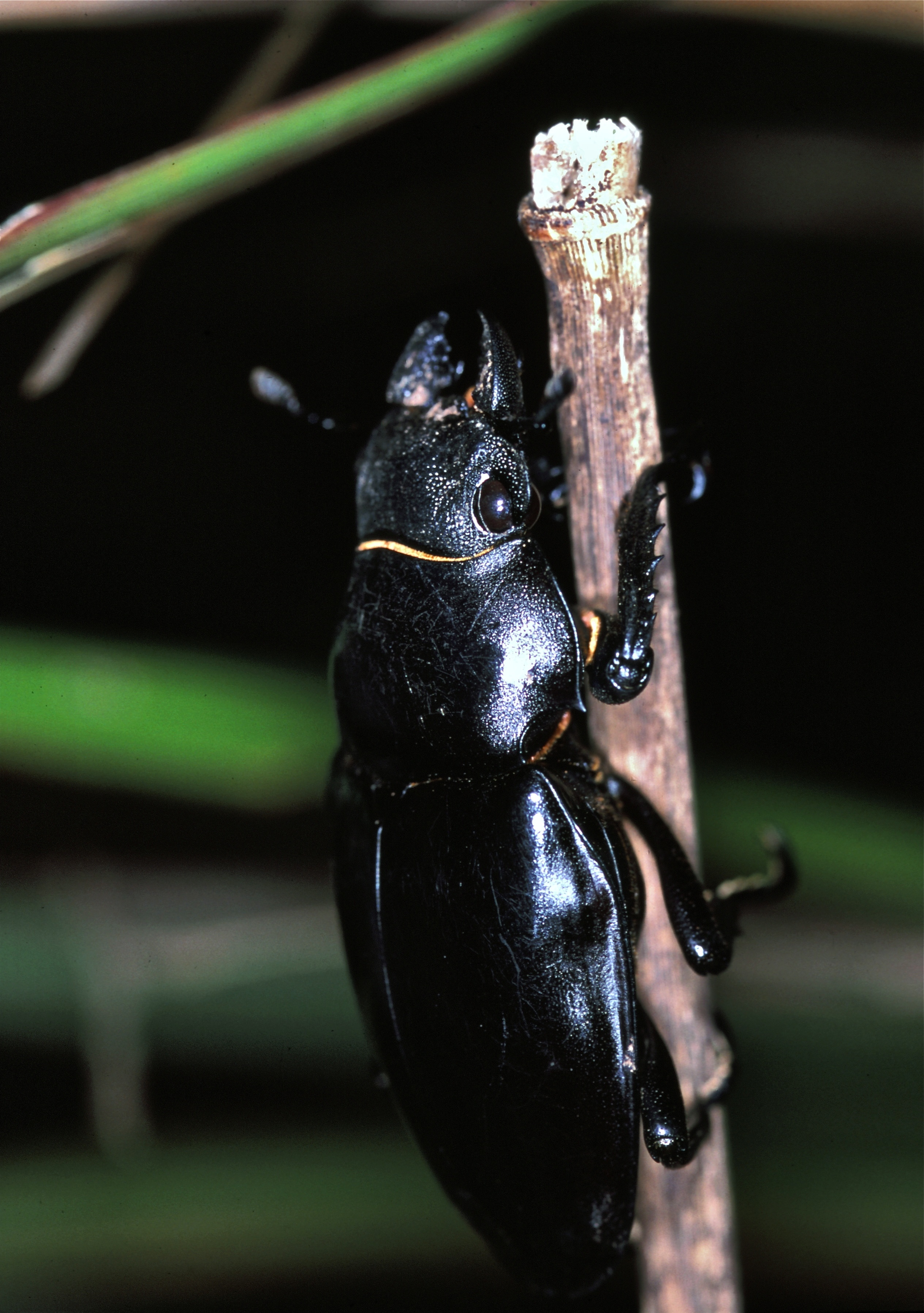

- （英文） Lacroix, J.-P., 1984 - The Beetles of the World, volume 4, Odontolabini I (Lucanidae) - Genera Chalcodes, Odontolabis, Heterochtes.

## 外部連結
- （英文）Photos of Odontolabis siva parryi from Taiwan （页面存档备份，存于）
- 鍬形蟲 - 國立臺灣大學昆蟲標本館數位典藏